# Changhe Q35

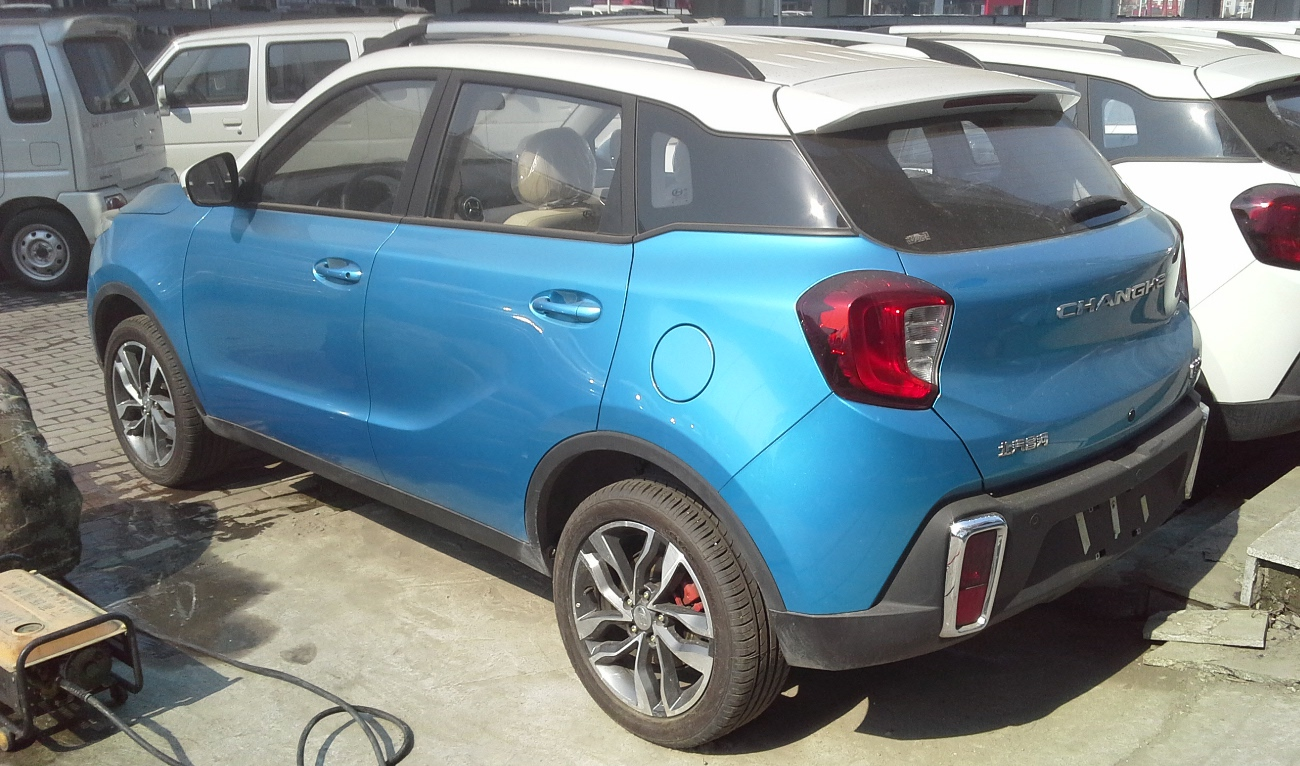
Вид сзади

Changhe Q35 — компактный кроссовер производства компании Changhe, представленный в 2015 году в Чэнду.

## Описание
Changhe Q35 основан на той же платформе, что и Senova X35. Он оснащался 1,5-литровым рядным четырёхцилиндровым двигателем мощностью 85 кВт и крутящим моментом 148 Н⋅м.
Коробка передач — пятиступенчатая механическая или четырёхступенчатая автоматическая. Ценовой диапазон варьировался от 65900 до 89900 юаней.